# IgA-nefrit
IgA-nefrit är en typ av inflammation i njurarna, så kallad glomerulonefrit. Globalt sett är IgA-nefrit den vanligaste glomerulonefriten  och 20–40 % av de drabbade utvecklar terminal njursvikt inom 10-20 år från diagnostillfället . Den globala incidensen är 2,5/100 000/år hos vuxna . Debutsymtomen kan variera, men inte sällan förekommer mikroskopisk eller makroskopisk hematuri i samband med infektion i luftvägar eller mag-tarmkanalen . Hypertoni förekommer hos 30 procent och albuminuri hos 46 procent av individerna i tidigt skede av IgA-nefrit  . Patogenesen tros, med nuvarande kunskap, bero på en flerstegsprocess "multi-hit-process". Individer med IgA-nefrit bildar felaktiga antikroppar av IgA-typ, så kallad galaktosfattigt IgA1. Produktion av galaktosfattigt IgA1 sker i B-lymfocyter, som sitter i anslutning till mukosan i tarmen eller tonsiller .  Galaktosfattigt IgA1 binder samman med autoantikroppar och bildar så kallade immunkomplex, vilka ansamlas i njurarnas glomeruli där de bidrar till inflammation och fibros.
Diagnosen kan endast bekräftas med njurbiopsi. 
Dagens behandling syftar framför allt till att minska proteinuri. Tarpeyo (Budesonid) är godkänt i USA för behandling av vuxna patienter med IgA-nefrit och risk för snabb sjukdomsprogress.